# Rokitno (jezioro)
Rokitno (niem. Grose Rokittner See) – jezioro na Pojezierzu Poznańskim, w powiecie międzyrzeckim, w gminie Przytoczna, położone na terenie Pszczewskiego Parku Krajobrazowego.

## Charakterystyka
Jezioro otoczone lasami, leży 2 km na południowy zachód od miejscowości Rokitno. Misa jeziora ma wydłużony kształt, który jest charakterystyczny dla jezior rynnowych. Jest to jezioro bezodpływowe, jedno z niewielu na Pojezierzu Poznańskim o wodach w pierwszej klasie czystości.